# Sony Xperia neo L
Sony Xperia neo L(модельний номер — MT25i) — це Android смартфон середнього класу, розроблений та виготовлений Sony Mobile Communications. Xperia neo L, було вперше анонсовано у березні 2012 року, і був випущений у червні 2012 року. Смартфон вперше був доступний у Китаї, а пізніше був випущений у всьому світі.

## Дизайн
Sony Xperia neo L має схожий дизайн зі своїми попередниками Sony Ericsson Xperia neo і Sony Ericsson Xperia neo V. Має злегка витягнутий корпус з глянсовою пластиковою обробкою. Однак Xperia neo L має більший екран і важчий за своїх попередників.
Sony Xperia neo L має 4-дюймовий дисплей; На нижній панелі екрану є чотири фізичні клавіші та логотип «Xperia», а на верхній панелі екрана – логотип «Sony», розмовний динамік, фронтальна камера та датчики. На бічній рамі; ліворуч є порт microUSB, праворуч — гойдалка гучності та кнопка живлення, зверху — 3,5 мм роз’єм для навушників, а внизу — мікрофон і паз для зняття задньої кришки. Камера, динамік і світлодіодний спалах розташовані на задній панелі разом із логотипом «Xperia» та емблемою для рідкої енергії Ericsson.
Sony Xperia neo L доступний у чорному та білому кольорах. Його розміри 121 x 61,1 x 12,2 мм і вага 131,5 грама.

## Характеристики смартфону

### Апаратне забезпечення
Sony Xperia neo L оснащений 4-дюймовим РК-екраном зі світлодіодним підсвічуванням і роздільною здатністю 480 x 854 пікселів і щільністю пікселів 245 ppi. Пристрій має 5-мегапіксельну задню камеру, яка здатна знімати HD-відео 720p зі швидкістю 30 кадрів в секунду, а також має фронтальну камеру VGA для відеодзвінків. Xperia neo L поставляється з SoC Qualcomm Snapdragon S2, MSM8255 і графічним процесором Adreno 205. Також користувачеві доступно 512 МБ оперативної пам’яті та 380 МБ внутрішньої пам’яті з 1 ГБ; внутрішню пам’ять можна розширити до 32 ГБ за допомогою карток microSD.

### Програмне забезпечення
Sony Xperia neo L працює на базі Android 4.0.4 «Ice Cream Sandwich» зі спеціальним інтерфейсом Sony з додатковими програмами, такими як Walkman, і додатковими функціями, такими як Огляд, які були присутні на старих смартфонах Sony, таких як Sony Ericsson Xperia Play. Декілька програм Google (наприклад, Google Play, Google search (з голосом), Google Maps і Google Talk) уже попередньо завантажені. Xperia neo L також має сертифікат DLNA.

## Критика
Sony Xperia neo L отримав неоднозначні відгуки.
Gadgets360 оцінили Sony Xperia neo L, поставивши йому 3 бали з 5. Якість звуку похвалили, але фізичні кнопки під дисплеєм критикували. Термін служби батареї та Android Ice Cream Sandwich з коробки розглядалися як плюси, а якість збірки та відсутність натискання для фокусування розглядалися як мінуси пристрою.
GSMArena розглянула Sony Xperia neo L і розцінила його як «гідний» телефон. Якість звуку та якість зображення з камери були оцінені. Однак; критикували кути огляду дисплея та задньої кришки, а також було заявлено, що відеозапис був не дуже хорошим 
Віктор Х. з PhoneArena оцінив Sony Xperia neo L і поставив йому 6 балів з 10. Він похвалив дисплей і час автономної роботи, але розкритикував якість збірки, відсутність олеофобного покриття на дисплеї, погані кути огляду дисплея і якість камери. Він зробив висновок, що у Xperia neo L дуже хороший дисплей для свого класу, але якість камери та продуктивність були «можливими порушниками угоди».

### Відео
- Огляд Sony Xperia neo L [Архівовано 21 липня 2012 у Wayback Machine.] від PhoneArena (англ.)
- Огляд Sony Xperia neo L [Архівовано 25 квітня 2022 у Wayback Machine.] від Clinton Jeff (англ.)

### Огляди
- Віктор Х. Sony Xperia neo L [Архівовано 25 квітня 2022 у Wayback Machine.] на сайті PhoneArena (англ.)
- Огляд Sony Xperia neo L [Архівовано 14 серпня 2012 у Wayback Machine.] на сайті GSMArena (англ.)
- К. С. Сандхья Аєр. Огляд Sony Xperia neo L [Архівовано 25 квітня 2022 у Wayback Machine.] на сайті Gadgets360 (англ.)

## Див. Також
- Sony Ericsson Xperia neo
- Sony Ericsson Xperia neo V
- Sony Xperia L